# HD303813
HD303813 — хімічно пекулярна зоря спектрального класу
A0 й має видиму зоряну величину в смузі V приблизно 10,5.

## Пекулярний хімічний склад
Зоряна атмосфера HD303813 має підвищений вміст 
Si
.